# Conches-en-Ouche
Conches-en-Ouche là một xã trong vùng hành chính Normandie, thuộc tỉnh Eure, quận Évreux, tổng Conches-en-Ouche. Tọa độ địa lý của xã là 48° 57' vĩ độ bắc, 00° 56' kinh độ đông. Conches-en-Ouche nằm trên độ cao trung bình là 226 mét trên mực nước biển, có điểm thấp nhất là 202 mét và điểm cao nhất là 342 mét. Xã có diện tích 16,72 km², dân số vào thời điểm 1999 là 4280 người; mật độ dân số là 256 người/km².

## Thông tin nhân khẩu
| 1882  | 1962 | 1968 | 1975 | 1982 | 1990 | 1999 | 2005 |
| ----- | ---- | ---- | ---- | ---- | ---- | ---- | ---- |
| 2 105 | 3028 | 3534 | 3785 | 3854 | 4009 | 4280 | 4982 |

## Các thành phố kết nghĩa
- Rhodos, Hy Lạp
- Aulendorf, Đức
- Wareham, Vương quốc Anh
- Człuchów, Ba Lan

## Nhân vật nổi tiếng
- Guillaume de Conches
- François Décorchemont

## Địa điểm tham quan
- Nhà thờ Sainte-Foix